# Anne Drummond Home
Lady Anne Drummond Home, duchessa di Atholl (Edimburgo, 17 giugno 1814 – Dunkeld, 22 maggio 1897), è stata una nobildonna scozzese, amica intima della regina Vittoria.

## Biografia
Era la figlia di Henry Home-Drummond, di Blair Drummond, e di Christina Moray, figlia di Charles Moray.
Fu una Mistress of the Robes della regina Vittoria durante il breve governo di Lord Derby, nel 1852. Successivamente ha servito la regina come Lady of the Bedchamber per quasi quarant'anni ed è stato una degli amici più intimi della regina. Quando il Principe Consorte morì, la regina uscì dalla stanza dove era morto e proclamò: "Oh, Duchessa, è morto!".
Nel 1892, quando Gladstone salì di nuovo al potere, la sua politica di Home Rule per l'Irlanda aveva alienato molte delle classi aristocratiche, e nessuna nobildonna era disposta a servire come Lady of the Bedchamber. Il posto rimase quindi vacante, mentre la duchessa vedova di Atholl e la duchessa di Roxburghe svolgevano le funzioni di tale carica.

## Matrimonio
Sposò, il 29 ottobre 1839 a Blair Drummond, George Murray, II barone Glenlyon (20 settembre 1814-16 gennaio 1864), figlio di James Murray, I barone Glenlyon. Ebbero un figlio:
- John (6 agosto 1840-20 gennaio 1917).

Nel 1846 suo marito succedette a suo zio come duca di Atholl.

## Morte
La duchessa morì a Dunkeld, nel maggio 1897, a 82 anni, e fu sepolta a Blair Atholl.